# بلدة أوغوستا (مقاطعة كارول)
بلدة أوغوستا هي واحدة من أربع عشرة بلدة في مقاطعة كارول، أوهايو، الولايات المتحدة. اعتبارا من تعداد 2010 كان عدد سكانها 1،619.

## الاسم والتاريخ
كانت بلدة أوغوستا جزءًا رسميًا من مقاطعة كولومبيانا حتى إنشاء مقاطعة كارول في عام 1833.

## التعليم
يحضر الطلاب إلى منطقة مدارس مينيرفا المحلية في الجزء الشمالي الغربي ومنطقة مدارس قرية كارولتون المعفاة في معظم البلدة.

## روابط خارجية
- موقع المقاطعة